# Giovanni Battista Guccia
Giovanni Battista Guccia dei marchesi di Ganzaria (21 octobre 1855 à Palerme – 29 octobre 1914 à Palerme) est un mathématicien italien, fondateur du Cercle mathématique de Palerme.

## Biographie
Il soutient sa thèse en 1880 sous la direction de Luigi Cremona, sous le titre Sur une classe de surfaces représentables point par point sur un plan.
Auprès de Cremona à Rome, il se constitue un important réseau d'universitaires étrangers.Il fonde en 1884 le Circolo Matematico di Palermo (Cercle mathématique de Palerme), qui publie à partir de 1885 la revue Rendiconti del Circolo Matematico di Palermo. Il finance presque exclusivement le circolo qui, à sa mort en 1914, est la plus importante société mathématique internationale.
Il a notamment travaillé sur les courbes et les surfaces algébriques.
En 1894, il est nommé à la chaire de géométrie supérieure à la Faculté des sciences de l'université de Palerme.

## Référence
- Notice nécrologique

- Notice nécrologique dans les Rendiconti, tome XXXIX, janvier-février 1915
- B. Bongiorno, G.P. Curbera, Giovanni Battista Guccia, Pioneer of International Cooperation in Mathematics, Springer, Heidelberg, 2018